# Тересіна (гміна Кшимув)
Тересіна (пол. Teresina) — село в Польщі, у гміні Кшимув Конінського повіту Великопольського воєводства.
Населення — 59 осіб (2011).
У 1975-1998 роках село належало до Конінського воєводства.

## Демографія
Демографічна структура станом на 31 березня 2011 року:
|          | Загалом | Допрацездатний вік | Працездатний вік | Постпрацездатний вік |
| -------- | ------- | ------------------ | ---------------- | -------------------- |
| Чоловіки | 28      | 4                  | 21               | 3                    |
| Жінки    | 31      | 6                  | 16               | 9                    |
| Разом    | 59      | 10                 | 37               | 12                   |